# ألبينياسيجو (بلدية)
ألبينياسيجو هي بلدية إيطالية يبلغ عدد سكانها 26,921 نسمة. تقع في مقاطعة بادوا في فينيتو. وهي جزء لا يتجزأ من المنطقة الحضرية لمدينة باذوة وهي ثاني أكبر بلدية في المقاطعة من حيث عدد السكان بعد العاصمة.
تبعد البلدية 7 كيلومترات جنوب باذوة ومساحتها 21 كيلومترًا مربعًا.
تقع ألبينياسيجو على حدود البلديات التالية: أبانو تيرمي، ماسيرا دي بادوفا، كاسالسيروغو، باذوة، بونتي سان نيكولو.
ومن بين الكنائس الموجودة في المدينة كنيسة سان توماسو أبوستولو وكنيسة القديس توما الرسول.

## تاريخ

### من عصور ما قبل التاريخ إلى العصر الروماني
يبدو أن الأراضي البلدية كانت مأهولة بالسكان منذ عصور ما قبل التاريخ. تم العثور على اكتشافات من العصر البرونزي في بداية القرن العشرين في منطقة ماندريولا وهي محفوظة حاليًا في المتحف المدني في باذوة.
إن وجود الممرات المائية بالإضافة إلى خصوبة المنطقة يضمن استمرارية السكن في منطقة ألبينياسيجو حتى العصر الروماني.
مع وصول الجيوش الرومانية إلى فينيتو، تأثرت المنطقة بالعمر المئوي وتم استصلاحها للسماح باستخدام الأرض بشكل أفضل.
بين عامي 49 قبل الميلاد و 45 قبل الميلاد، دخلت أراضي البلدية المجال الإداري لبلدية باتافيوم الرومانية (بادوفا حاليًا).

### العصور الوسطى
أول وثيقة معروفة تُذكر فيها ألبينياسيجو هي شهادة من الإمبراطور برينغر الأول والتي أكدت من جديد الحق في تخصيص عشور فيلا ألبينياسيجو لشرائع كاتدرائية باذوة.
يظهر نفس الاسم الجغرافي في وثائق أخرى من نفس النوع، بينما تم العثور على اسم مختلف في "تقدير" بابوي عام 1297، حيث تم الاستشهاد بأبرشية المدينة باسم سان توماسو دي بيجناسيكو.

### اوبيزي
منذ القرن الخامس عشر، ربطت ألبينياسيجو تاريخها بعائلة أوبيتزي، وهي سلالة أصلها من لوكا ولها أحفاد في مدن مختلفة في وسط شمال إيطاليا، بما في ذلك باذوة.

### الرموز
تم منح شعار النبالة وراية ألبينياسيجو بموجب مرسوم ملكي صادر في 7 يناير 1938.
يتكون شعار النبالة من اللون الأخضر مع الثور الذهبي وزينة المدينة الخارجية.
يشير اللون الأخضر إلى الزراعة واسعة النطاق والغابات الشاسعة الموجودة في وقت منح شعار النبالة. يمثل الثور قطعان الماشية القديمة وهو أيضًا رمز للبطولة والثبات الذي أظهره مجتمع الألبيجناسيغيون.
اللافتة عبارة عن قطعة قماش خضراء غنية بالتطريز الذهبي.

## الآثار والأماكن ذات الأهمية
- فيلا سان بونيفاسيو (تسمى أيضًا فيلا ماندريولا)
- ساحة المتبرعين
- فيلا أوبيتزي
- فيلا سالومي

## المدن التوأم
ألبينياسيجو توأمة مع:
- سلوفاكيا غالنتا، سلوفاكيا منذ عام 2007.

## السكان
التطور الديموغرافي للسكان المسجلين: 

### المجموعات العرقية والأقليات الأجنبية
اعتبارًا من 31 ديسمبر 2022، بلغ عدد السكان الأجانب 1599 نسمة، أي ما يعادل 7.26% من السكان.

## روابط خارجية
- الموقع الرسمي